# UEFA Jubilee 52 Golden Players
Die UEFA Jubilee 52 Golden Players sind eine von der UEFA im Jahr 2003 veröffentlichte Liste der bedeutendsten Spieler der einzelnen Mitgliedsverbände.

## Hintergrund
Anlässlich des 50-jährigen Bestehens des Verbandes im Jahr 2004 wurden die 52 Mitgliedsverbände im Jahr zuvor gebeten, jeweils den herausragendsten Spieler ihres Landes in den letzten 50 Jahren zu benennen. Die einzelnen Spieler werden als Golden Players bezeichnet. Am 29. November 2003 veröffentlichte der Kontinentalverband die Liste zum ersten Mal. Allerdings weist die UEFA auf den 2004 erstellten Profilseiten von Jewgeni Jarowenko bzw. George Best diese als Golden Player ihrer Heimatländer aus, obwohl auf der Liste von 2003 noch Sergei Kwotschkin und Pat Jennings genannt werden.

## Golden Players
| - Panajot Pano, Albanien - Koldo Álvarez, Andorra - Choren Howhannisjan, Armenien - Anatoli Banischewski, Aserbaidschan - Sjarhej Alejnikau, Belarus - Paul Van Himst, Belgien - Safet Sušić, Bosnien und Herzegowina - Christo Stoitschkow, Bulgarien - Michael Laudrup, Dänemark - Fritz Walter, Deutschland - Bobby Moore, England - Mart Poom, Estland - Abraham Løkin (Abraham Hansen), Färöer - Jari Litmanen, Finnland - Just Fontaine, Frankreich - Murtas Churzilawa, Georgien - Vassilis Hatzipanagis, Griechenland - Johnny Giles, Irland - Ásgeir Sigurvinsson, Island - Mordechai Spiegler, Israel - Dino Zoff, Italien - Sergei Kwotschkin, Kasachstan - Davor Šuker, Kroatien - Aleksandrs Starkovs, Lettland - Rainer Hasler, Liechtenstein - Arminas Narbekovas, Litauen - Louis Pilot, Luxemburg | - Darko Pančev, Mazedonien - Carmel Busuttil, Malta - Pavel Cebanu, Republik Moldau - Johan Cruyff, Niederlande - Pat Jennings, Nordirland - Rune Bratseth, Norwegen - Herbert Prohaska, Österreich - Włodzimierz Lubański, Polen - Eusébio, Portugal - Gheorghe Hagi, Rumänien - Lew Jaschin, Russland - Massimo Bonini, San Marino - Denis Law, Schottland - Dragan Džajić, Serbien und Montenegro - Ján Popluhár, Slowakei - Branko Oblak, Slowenien - Alfredo Di Stéfano, Spanien - Henrik Larsson, Schweden - Stéphane Chapuisat, Schweiz - Josef Masopust, Tschechien - Hakan Şükür, Türkei - Oleh Blochin, Ukraine - Ferenc Puskás, Ungarn - John Charles, Wales - Sotiris Kaiafas, Zypern |